# Уакили, Абдеррахим
Абдеррахим Уакили (араб. عبد الرحيم الوكيلي‎; 12 декабря 1970, Рабат — 18 декабря 2023, Германия) — марокканский футболист, выступавший на позиции полузащитника за сборную Марокко.

## Клубная карьера
Абдеррахим Уакили начинал свою карьеру футболиста в немецком любительском клубе «Йюгесхайм». В 1994 он перешёл в немецкий «Майнц 05». 18 сентября того же года марокканец дебютировал во Второй Бундеслиге, выйдя в основном составе в домашнем поединке против «Меппена». 23 апреля 1995 года он забил свой первый гол в рамках лиги, открыв счёт в домашней игре с командой «Ваттеншайд 09». В сезоне 1996/97 Уакили с 12 забитыми голами занял шестое место в списке лучших бомбардиров Второй Бундеслиги, а в первой половине следующего в 14 матчах забил 10 мячей.
В декабре 1997 года полузащитник перешёл в «Мюнхен 1860». 13 декабря он дебютировал в Бундеслиге, выйдя в основном составе в гостевом поединке против «Карлсруэ». 21 марта 1998 года он забил свой первый гол в рамках главной немецкой лиги, отметившись в домашней игре с мёнхенгладбахской «Боруссией».
Сезон 1999/00 Уакили провёл за команду Второй Бундеслиги «Теннис-Боруссия», после чего вернулся в «Майнц 05». Летом 2001 года он стал футболистом греческого «Ксанти». В домашнем матче Альфа Этники с «Эгалео» марокканец к 49-й минуте сделал покер, а по итогам первенства с 14 мячами занял пятое место в списке лучших бомбардиров. В 2002 году Уакили перешёл в клуб немецкой Второй Бундеслиги «Карлсруэ», где и завершил свою карьеру футболиста.

## Карьера в сборной
Абдеррахим Уакили играл за сборную Марокко на Кубке африканских наций 1998 года в Буркина-Фасо, где провёл за неё все четыре матча: группового этапа с Замбией, Мозамбиком и Египтом, а также четвертьфинала с ЮАР. Он был включён в состав сборной Марокко под 10-м номером на чемпионат мира по футболу 1998 года во Франции, но на поле в рамках турнира так и не вышел.